# RCW 79
RCW 79 — емісійна туманність у сузір'ї Центавра.
Космічний міхур газу та пилу RCW 79 збільшився до 70 світлових років у діаметрі завдяки вітрам і радіації гарячих молодих зірок. Інфрачервоне світло від пилу, вбудованого в туманність, забарвлене в червоний колір на цьому знімку космічного телескопа Spitzer у штучних кольорах. На відстані добрих 17 тисяч світлових років у великому південному сузір'ї Центавра туманність, що розширюється, сама по собі спровокувала утворення зірок, коли вона проникає в газ і пил, що її оточують. Насправді це проникаюче інфрачервоне зображення показує групи нових зірок у вигляді жовтуватих точок, розкиданих уздовж краю бульбашки. Одна дивовижна група все ще лежить у своєму власному натальному міхурі приблизно на 7 годині (внизу ліворуч), а іншу можна побачити біля верхньої щілини приблизно на 3 годині (праворуч) від центру міхура.
Вік туманності оцінюється в 2,0-2,5 мільйона років. Він оточує центральне скупчення гарячих масивних зірок, найгарячіші мають спектральний тип O4-5.
Космічний телескоп Spitzer NASA легко виявляє інфрачервоне світло від частинок пилу в RCW 79. Молоді зірки всередині RCW79 випромінюють ультрафіолетове світло, яке збуджує молекули пилу в бульбашці. Це змушує частинки пилу випромінювати інфрачервоне світло, яке виявляється Spitzer і розглядається тут як розширені червоні елементи.